# Le Meux
Le Meux est une commune française située dans le département de l'Oise, en région Hauts-de-France.

## Géographie

### Localisation

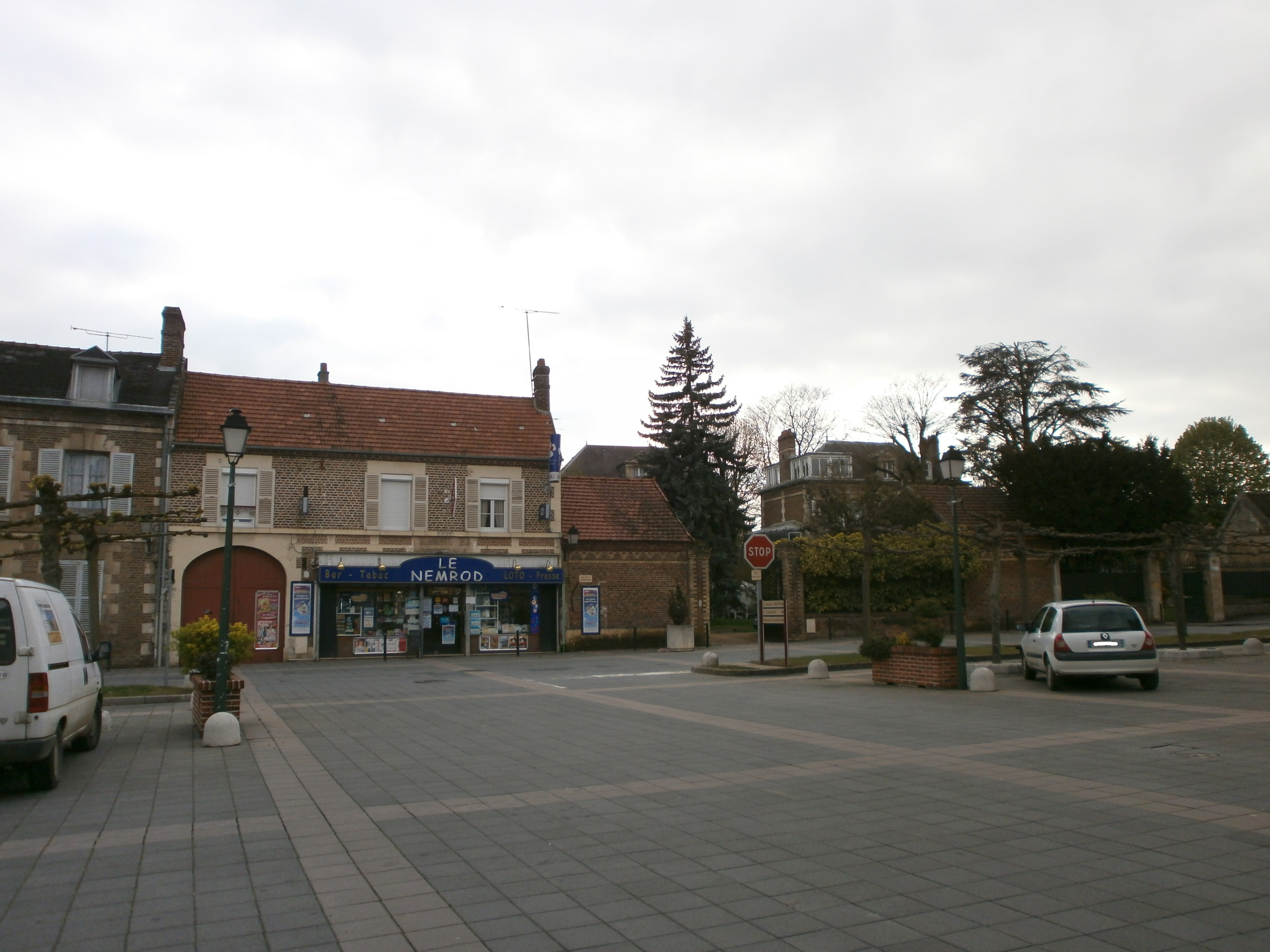
Le centre du bourg.

La commune est située dans le département de l'Oise, dans la moyenne vallée de l'Oise et près de la rive droite de cette rivière.
A vol d'oiseau, elle est à  8 km au sud-ouest de Compiègne, 17 km à l'ouest de Pierrefonds, 20 km au noàrdest de Chantilly, 22 km à l'est de Clermont et 33 km au sud de Montdidier.
Le sentier de grande randonnée GR 124A y passe.
La commune fait partie de l'unité urbaine de Lacroix-Saint-Ouen, ainsi que de l'aire d'attraction de Compiègne, de sa zone d'emploi et de son bassin de vie

### Communes limitrophes
Les communes limitrophes sont  Armancourt, Jaux, Jonquières, Lacroix-Saint-Ouen, Longueil-Sainte-Marie et Rivecourt.
|                       | Jonquières | Jaux               |
| Longueil-Sainte-Marie | du Meux    | Armancourt         |
|                       | Rivecourt  | Lacroix-Saint-Ouen |

### Géologie et relief
La superficie de la commune est de 7,80 km2 ; son altitude varie de 30  à   122 mètres.
Le Meux possède un relief assez varié. Au niveau de l'Oise, qui représente la limite orientale de la commune dans son secteur sud, se trouve le point le plus bas à 30 m d'altitude. En remontant vers le nord, suit la plaine alluviale de l'Oise traversée par la voie rapide de la RD 200 et occupée par la zone industrielle. Puis, au-delà de la voie ferrée de Creil à Aulnoye-Aymeries et de la RD 13, orientées dans un sens nord-est - sud-ouest, se situe le village dont la mairie est bâtie à 51 m d'altitude. Le village est encadré au loin par des collines boisées à l'ouest, au nord et à l'est, dont Le Bocquet culminant à 121 m d'altitude, point culminant du Meux. La plaine agricole entre ces collines est légèrement ondulée. Aucun cours d'eau n'y est présent.

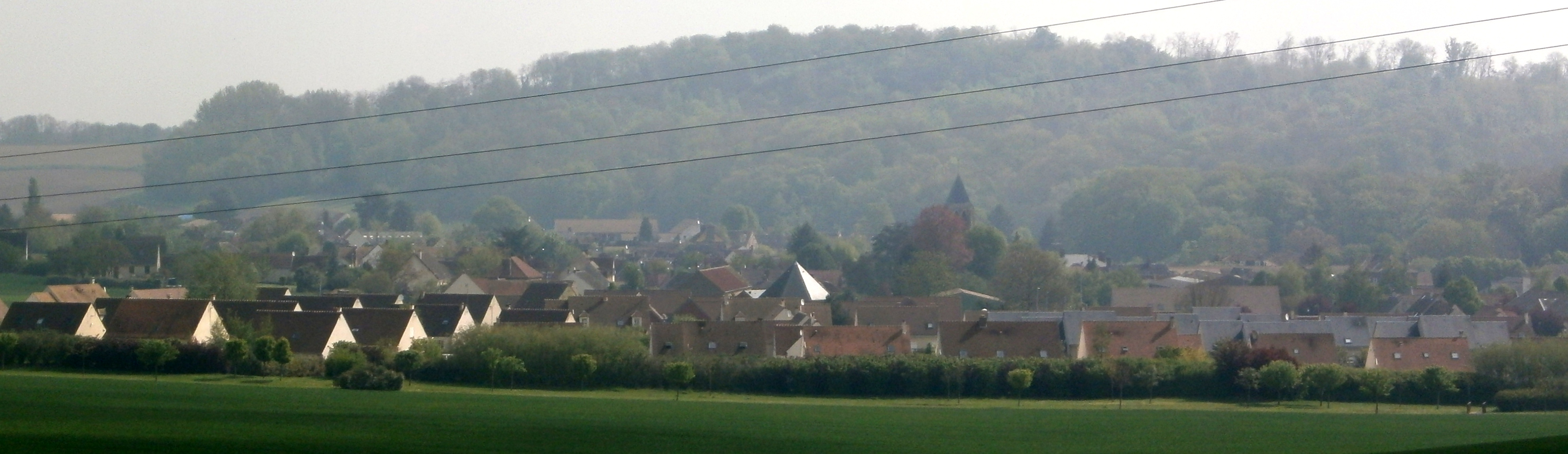
Vue d'ensemble, avec le vieux village et le nouveau quartier résidentiel.

### Hydrographie

#### Réseau hydrographique

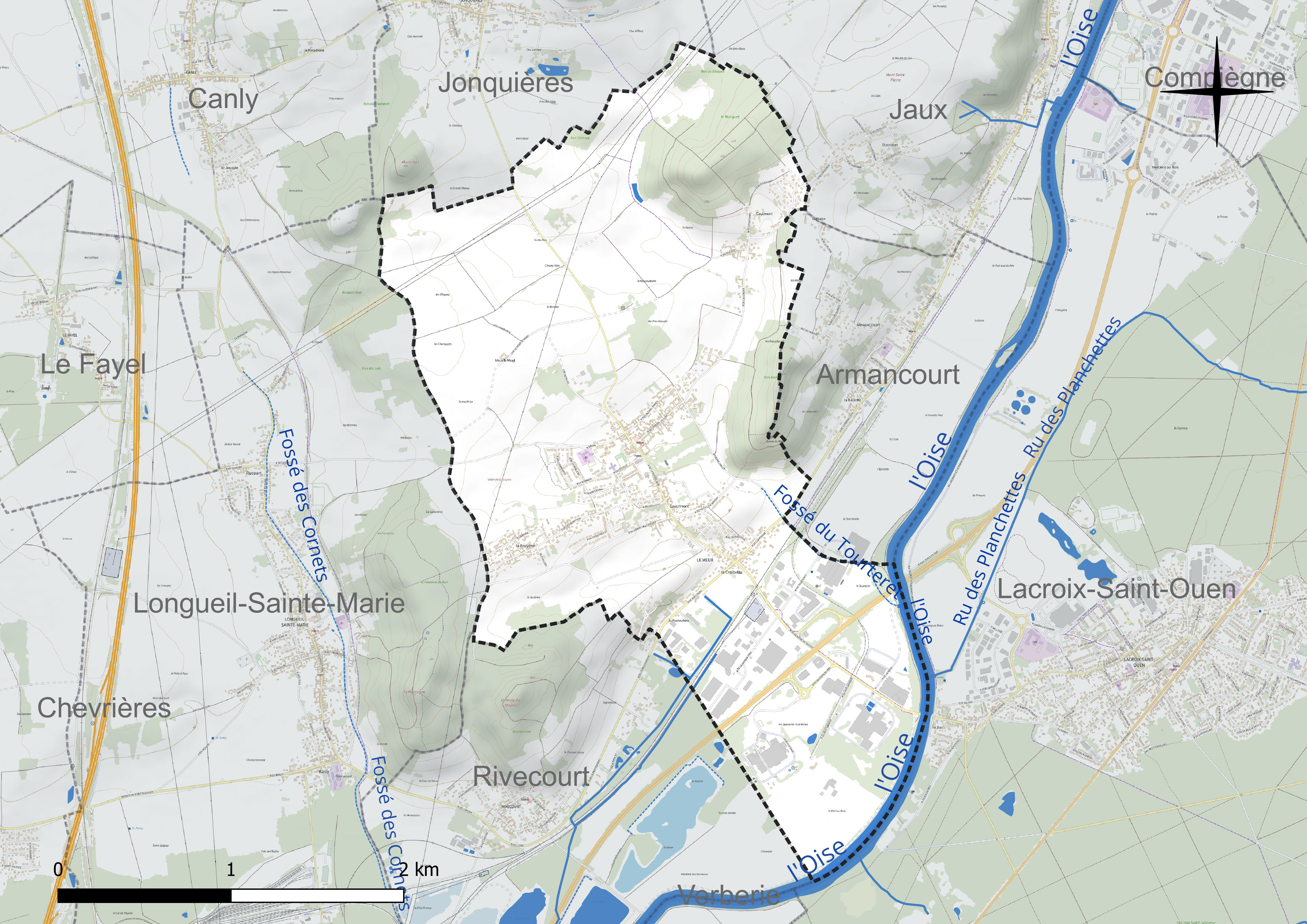
Réseau hydrographique du Meux.

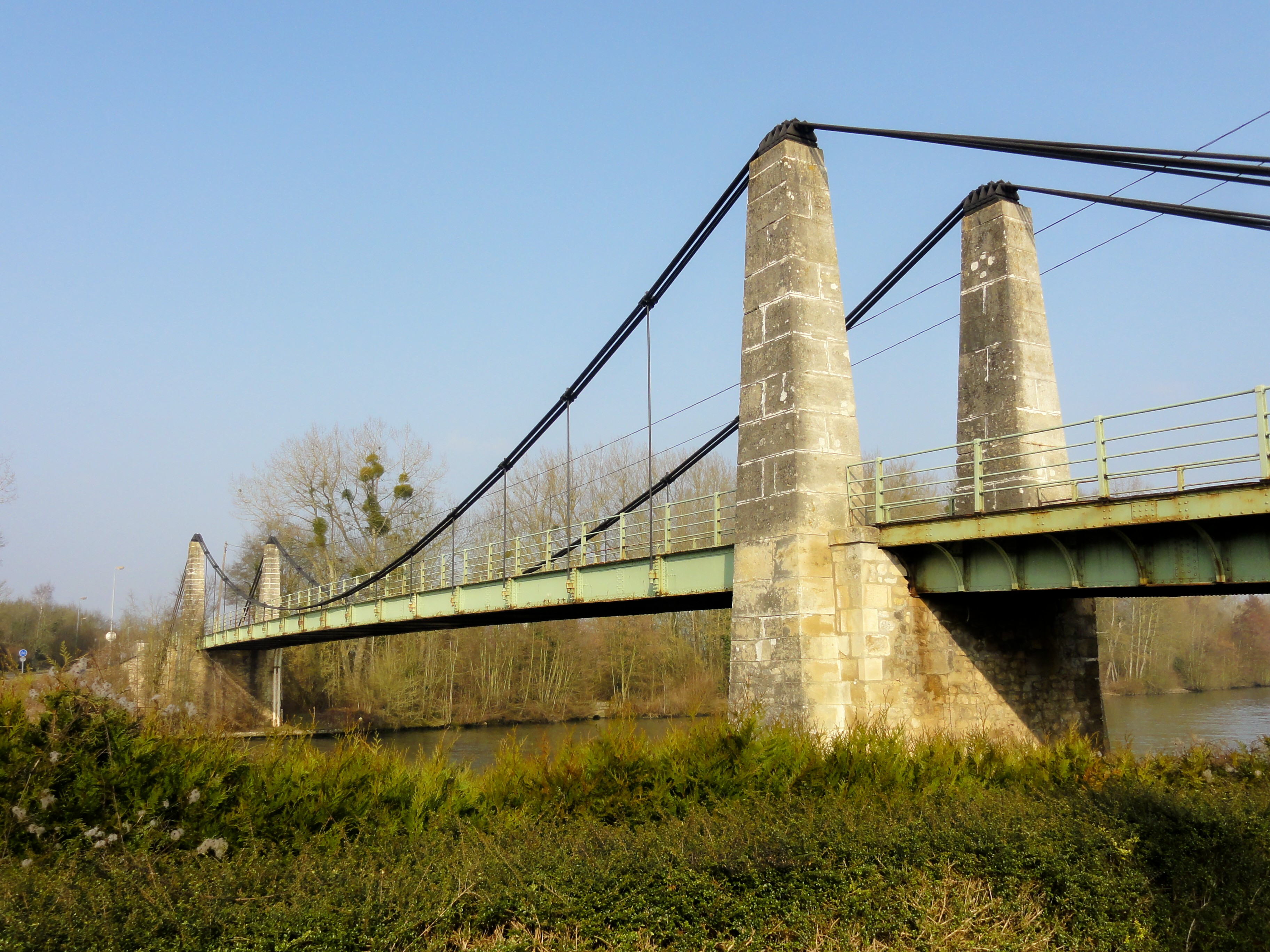
Le pont sur(l'Oise.

La commune est située dans le bassin Seine-Normandie.
Elle est drainée par l'Oise, le ru des Planchettes et le fossé du Tourteret,,.
L'Oise prend sa source en Belgique, à 309 mètres d'altitude, dans l'ancienne commune de Forges et se jette dans la Seine à 20 mètres d'altitude, au Pointil en rive droite et en aval du centre de Conflans-Sainte-Honorine dans le département des Yvelines. D'une longueur 341 kilomètres, elle est presque entièrement navigable et bordée de canaux sur 104 kilomètres.
Le ru des Planchettes, d'une longueur de 15 km, prend sa source dans la commune de Saint-Jean-aux-Bois et se jette  dans l'Oise sur la commune, après avoir traversé quatre communes.

#### Gestion et qualité des eaux
Le territoire communal est couvert par le schéma d'aménagement et de gestion des eaux (SAGE) « Sensée ». Ce document de planification concerne un territoire de 789 km2 de superficie, délimité par trois bassins versants en totalité ou en partie (Aisne, Oise et Aronde). Le périmètre a été arrêté le 16 octobre 2001 et le SAGE proprement dit a été approuvé le 8 juin 2009, puis révisé le 27 novembre 2019. La structure porteuse de l'élaboration et de la mise en œuvre est le syndicat mixte Oise-Aronde.
La qualité des cours d'eau peut être consultée sur un site dédié géré par les agences de l'eau et l'Agence française pour la biodiversité.

### Climat
Pour des articles plus généraux, voir Climat des Hauts-de-France et Climat de l'Oise.
En 2010, le climat de la commune est de type climat océanique dégradé des plaines du Centre et du Nord, selon une étude du CNRS s'appuyant sur une série de données couvrant la période 1971-2000. En 2020, Météo-France publie une typologie des climats de la France métropolitaine dans laquelle la commune est dans une zone de transition entre le climat océanique et le climat océanique altéré et est dans la région climatique Nord-est du bassin Parisien, caractérisée par un ensoleillement médiocre, une pluviométrie moyenne régulièrement répartie au cours de l'année et un hiver froid (3 °C).
Pour la période 1971-2000, la température annuelle moyenne est de 10,8 °C, avec une amplitude thermique annuelle de 15 °C. Le cumul annuel moyen de précipitations est de 662 mm, avec 11 jours de précipitations en janvier et 8,3 jours en juillet. Pour la période 1991-2020, la température moyenne annuelle observée sur la station météorologique la plus proche, située sur la commune de Margny-lès-Compiègne à 9 km à vol d'oiseau, est de 11,2 °C et le cumul annuel moyen de précipitations est de 633,5 mm,. Pour l'avenir, les paramètres climatiques de la commune estimés pour 2050 selon différents scénarios d'émission de gaz à effet de serre sont consultables sur un site dédié publié par Météo-France en novembre 2022.

## Urbanisme

### Typologie
Au 1er janvier 2024, Le Meux est catégorisée ceinture urbaine, selon la nouvelle grille communale de densité à sept niveaux définie par l'Insee en 2022.
Elle appartient à l'unité urbaine de Lacroix-Saint-Ouen, une agglomération intra-départementale regroupant trois  communes, dont elle est une commune de la banlieue,,.
Par ailleurs la commune fait partie de l'aire d'attraction de Compiègne, dont elle est une commune de la couronne,. Cette aire, qui regroupe 101 communes, est catégorisée dans les aires de 50 000 à moins de 200 000 habitants,.

### Occupation des sols

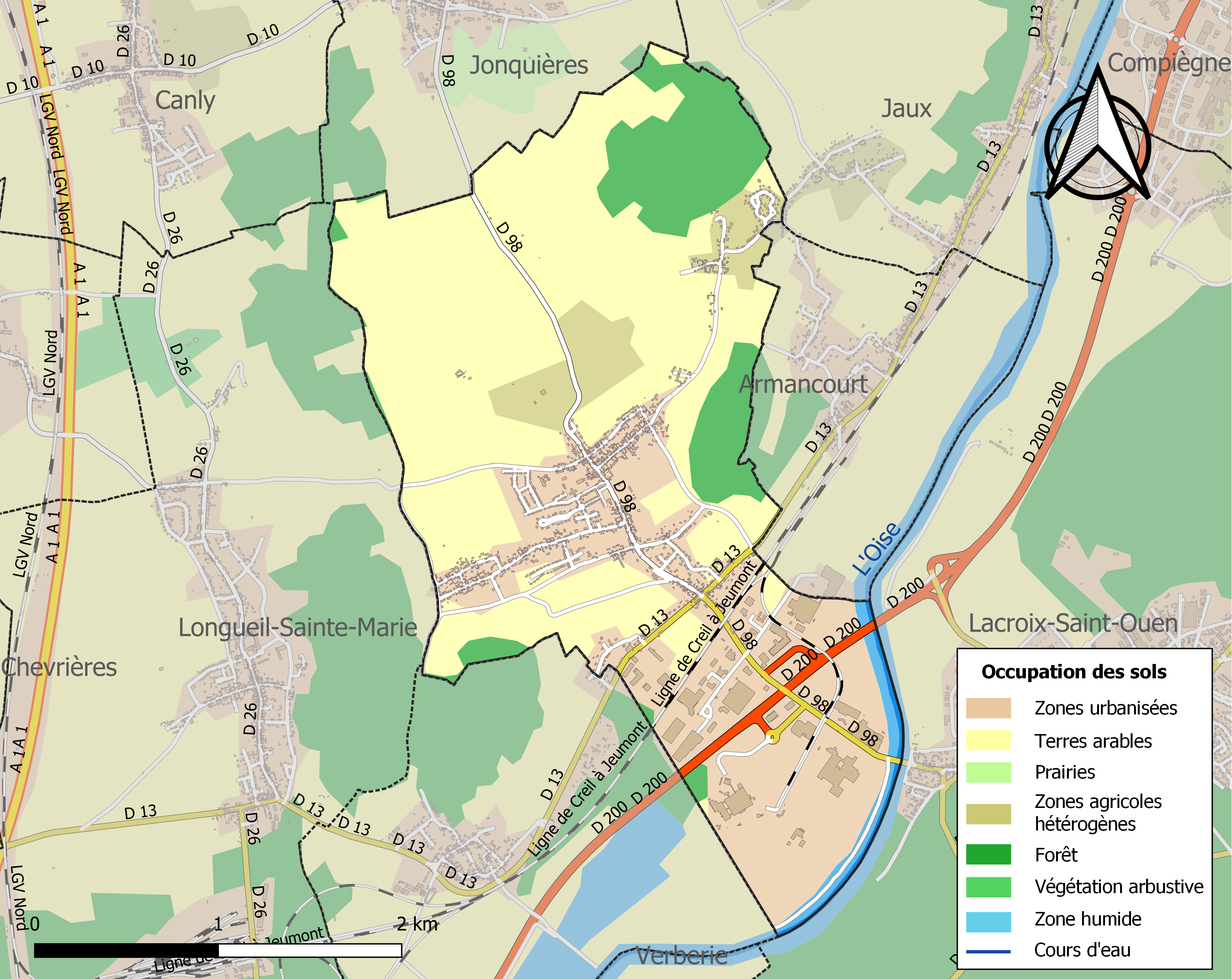
Carte des infrastructures et de l'occupation des sols de la commune en 2018 (CLC).

L'occupation des sols de la commune, telle qu'elle ressort de la base de données européenne d'occupation biophysique des sols Corine Land Cover (CLC), est marquée par l'importance des territoires agricoles (53,3 % en 2018), en diminution par rapport à 1990 (64,9 %).
La répartition détaillée en 2018 est la suivante : terres arables (47,6 %), zones industrielles ou commerciales et réseaux de communication (21,1 %), zones urbanisées (12 %), forêts (11,4 %), zones agricoles hétérogènes (5,7 %), eaux continentales (2,1 %).
L'évolution de l'occupation des sols de la commune et de ses infrastructures peut être observée sur les différentes représentations cartographiques du territoire : la carte de Cassini (XVIIIe siècle), la carte d'état-major (1820-1866) et les cartes ou photos aériennes de l'IGN pour la période actuelle (1950 à aujourd'hui).

### Lieux-dits, hameaux et écarts

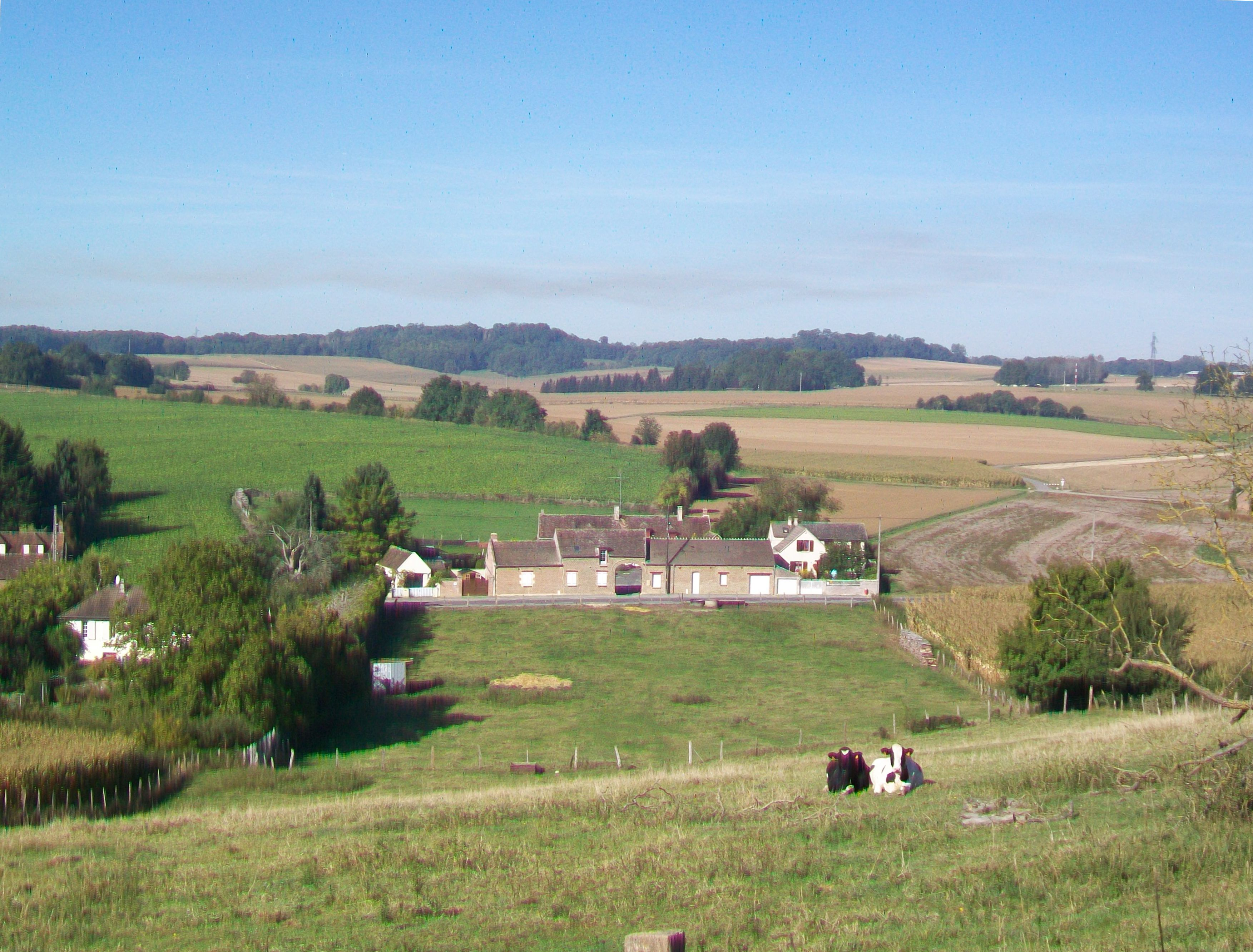
Paysage près du hameau de Caumont.

Le Meux comporte quatre hameaux : la Croisette, au carrefour des RD 13 et RD 98 à mi-chemin entre la gare et le bourg ; le Bac près de l'actuel pont de l'Oise face à Lacroix-Saint-Ouen ; la Bruyère au sud-ouest du centre ; et Caulmont, à 1,3 km au nord-est, au pied du versant sud de la butte dite le Bocquet.

### Habitat et logement
En 2021, le nombre total de logements dans la commune était de 1 002, alors qu'il était de 905 en 2016 et de 821 en 2011.
Parmi ces logements, 92,3 % étaient des résidences principales, 1,8 % des résidences secondaires et 5,9 % des logements vacants. Ces logements étaient pour 81,9 % d'entre eux des maisons individuelles et pour 15,3 % des appartements.
Le tableau ci-dessous présente la typologie des logements au Le Meux en 2021 en comparaison avec celle de l'Oise et de la France entière. Une caractéristique marquante du parc de logements est ainsi la faible proportion des résidences secondaires et logements occasionnels (1,8 %) par rapport au département (2,4 %) et à la France entière (9,7 %).
| Typologie                                               | Le Meux | Oise | France entière |
| ------------------------------------------------------- | ------- | ---- | -------------- |
| Résidences principales (en %)                           | 92,3    | 90,5 | 82,2           |
| Résidences secondaires et logements occasionnels (en %) | 1,8     | 2,4  | 9,7            |
| Logements vacants (en %)                                | 5,9     | 7    | 8,1            |

### Voies de communication et transports

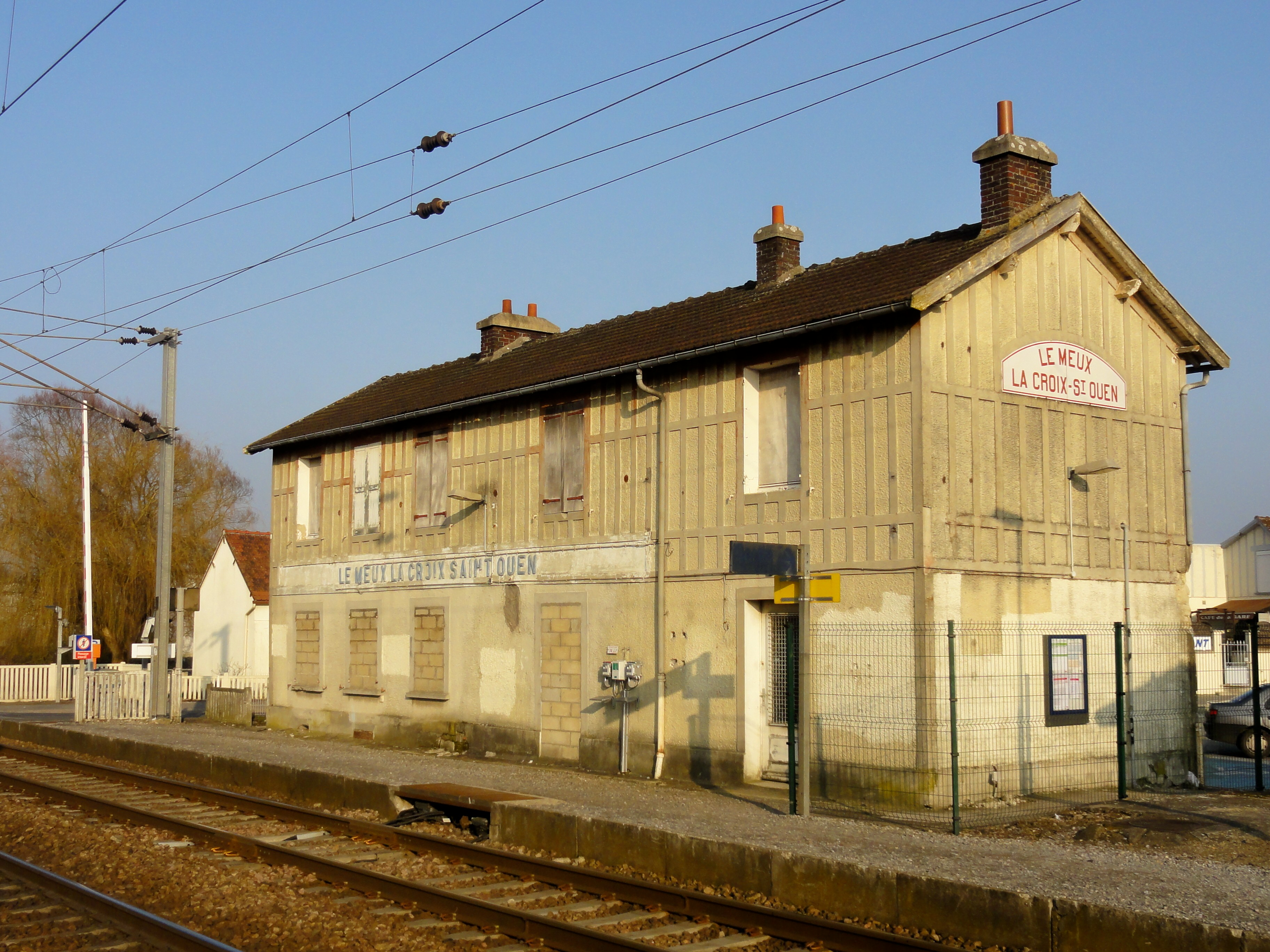
La gare du Meux - La Croix-Saint-Ouen.

Concernant les voies de communication, le bourg est desservi directement par les deux routes départementales déjà mentionnées. La RD 13 est une route de desserte locale de la rive droite de l'Oise et passe par les différentes localités qui s'y alignent. La RD 98 qui lui est perpendiculaire représente un petit axe nord-sud, reliant la RN 31 Rouen - Reims au nord de la commune voisine de Jonquières à la RD 200 ainsi qu'à Lacroix-Saint-Ouen. C'est la RD 200 Compiègne - Creil qui est la route la plus importante présente sur la commune. À 6,5 km au sud-ouest de son interconnexion avec la RD 98, se trouve l'échangeur no 9 de l'autoroute A1, sur le territoire communal de Longueil-Sainte-Marie.
Le Meux dispose également d'une gare, appelée Meux - Lacroix-Saint-Ouen, à 1,0 km du centre du bourg. Elle est desservie par les trains omnibus TER Hauts-de-France de la ligne C14 Compiègne - Paris. Du lundi au vendredi, s'y arrêtent huit trains pour Paris et neuf trains pour Compiègne, la fréquence étant moindre le week-end. Le temps de parcours est de 57 minutes pour Paris et de 8 minutes pour Compiègne.
La commune est desservie, en 2023, par la ligne 661 du réseau interurbain de l'Oise. La commune est également desservie par la ligne 107 du réseau TIC ainsi que par les lignes 14 et 17 du service de transport à la demande AlloTIC.

## Toponymie
La commune s'appelait Ulmeus, l'ormeau, en 1156. Le nom a évolué régulièrement (Dou Meus, De Omeus, Omeux) pour se stabiliser en Le Meux au début du XIXe siècle.
Sens du toponyme : sans doute déformation du latin ulmeus, dérivé de ulmus « orme ».

## Histoire

### Préhistoire
Le site est très ancien : des traces d'occupation humaine au Paléolithique et au Néolithique ont été retrouvées dans les environs immédiats.

### Antiquité
La position géographique du village l'a souvent placé au cœur des campagnes militaires. En 51 avant Jésus-Christ, les légions romaines conduites par César passent l'Oise à Compiègne et traversent Le Meux, Jonquières, Canly avant d'attaquer les Bellovaques à Clermont. Il s'agit de l'ancienne cité des Bellovaci, conquise par les Romains.

### Moyen Âge
L'histoire de la commune est liée aux seigneurs du Fayel.
Le premier d'entre eux fut un chevalier envoyé par les seigneurs de Pierrefonds pour défendre les terres à la demande des prêtres de Abbaye de Saint-Wandrille de Fontenelle qui avaient reçu les terres du roi Childebert IV en octobre 704. S'ensuivit une querelle entre les moines, soutenus par les papes (Innocent II en 1142, Eugène III en 1145, Clément IV en 1267 et Grégoire X en 1273), et le seigneur du Fayel. En 1177, le roi Louis VII le Jeune confirme la possession de la chapelle aux moines et le seigneur du Fayel conserve les terres. La même mésaventure semble être arrivée aux prémontés de l'abbaye Saint-Yved-de-Braine, qui possédaient les terres du Meux et de Chevrières. En 1157, ces terres appartiennent au seigneur du Fayel.
Il y avait un château fort démantelé en 1429 sur ordre de Charles Vll.

### Temps modernes
La famille de Rouville récupère les terres du Meux en 1536 à la suite de successions entre la famille du Fayel et de Ferrières, puis de Ferrières et de Rouville. Cette famille de la noblesse normande conserve les terres autour du château actuel jusqu'en 1722 (donation à Jacques François Tardieu de Maleissye). C'est sans doute Jean de Rouville, ou son fils Hercules-Louis, qui fait construire l'actuel château dans la première moitié du XVIIe siècle.

### Époque contemporaine
Le village connait une nouvelle vitalité avec la création d'une zone industrielle au milieu des années 1980, qui s'est accompagnée de la création de lotissements et d'une modernisation importante des équipements (groupe scolaire en 1988…).
Lors d'épisodes orageux la nuit du 26 au 27 juillet 2013, la commune est touchée par d'importantes chutes de grêlons. 26 personnes sont mises au chômage technique à la suite des dégâts sur la zone industrielle, les toitures de certaines habitations sont endommagées.

## Politique et administration

### Rattachements administratifs et électoraux

#### Rattachements administratifs
La commune se trouve depuis 1926 dans l'arrondissement de Compiègne du département de l'Oise.
Le Meux est érigé en chef-lieu de canton en 1793, puis intégré de 1801 à 1982 au canton d'Estrées-Saint-Denis, année où la commune intègre le canton de Compiègne-Sud-Ouest. Dans le cadre du redécoupage cantonal de 2014 en France, cette circonscription administrative territoriale a disparu, et le canton n'est plus qu'une circonscription électorale.

#### Rattachements électoraux
Pour les élections départementales, la commune fait partie depuis 2014 du canton de Compiègne-2.
Pour l'élection des députés, elle fait partie de la cinquième circonscription de l'Oise.

### Intercommunalité
Le Meux était membre de la communauté d'agglomération dénommée Agglomération de la région de Compiègne, un établissement public de coopération intercommunale (EPCI) à fiscalité propre créé en 2005 par transformation du SIVOM préexistant,  et auquel la commune avait transféré un certain nombre de ses compétences, dans les conditions déterminées par le code général des collectivités territoriales.
Dans le cadre des dispositions de la loi portant nouvelle organisation territoriale de la République du 7 août 2015, qui prévoit que les établissements publics de coopération intercommunale (EPCI) à fiscalité propre doivent avoir un minimum de 15 000 habitants, cette intercommunalité a fusionné avec la communauté de communes de la Basse Automne pour former, le 1er janvier 2017, la communauté  d'agglomération qui porte le nom d'Agglomération de la Région de Compiègne et de la Basse Automne, dont est désormais membre la commune.

### Liste des maires
| Période                                  | Période                       | Identité                | Étiquette        | Qualité |
| ---------------------------------------- | ----------------------------- | ----------------------- | ---------------- | --- |
| Les données manquantes sont à compléter. |                               |                         |                  | |
|                                          |                               |                         |                  | |
| 1876                                     | 1881                          | Charles Junius Bourcier |                  | |
| 1881                                     | 1884                          | Louis Paulin            |                  | |
| 1884                                     | 1894                          | Charles Junius Bourcier |                  | |
| 1894                                     | 1896                          | Jean-Baptiste Fontaine  |                  | |
| 1896                                     | 1908                          | Charles Junius Bourcier |                  | |
| 1908                                     | 1911                          | Armand Desmaret         |                  | |
| 1911                                     | 1912                          | François Bourcier       |                  | |
| 1912                                     | 1919                          | Géry Relot              |                  | |
| 1919                                     | 1925                          | Joseph Prevost          |                  | |
| 1925                                     | 1944                          | Gustave Denuncq         |                  | |
| 1944                                     | 1965                          | Raymond Meunier         |                  | |
| 1965                                     | 1965                          | Odilon Dufau            |                  | |
| 1965                                     | 1970                          | Gustave Lardier         |                  | |
| 1970                                     | 1977                          | Anicet Schambert        |                  | |
| mars 1977                                | décembre 2011                 | Robert Ternacle         | UDF-PRV puis UMP | Retraité Conseiller général de Compiègne-Sud-Ouest (1994 → 2001) Vice-président de la CA ARC ( ? → 2011) Démissionnaire |
| décembre 2011                            | En cours (au 20 janvier 2025) | Évelyne Le Chapellier   |                  | Retraitée de la fonction publique Réélue pour le mandat 2020-2026                                                       |

## Équipements et services publics
Un crématorium Anima Care pour animaux de compagnie a été mis en service en 2024.

### Enseignement
Les enfants sont scolarisés à l'école maternelle des Jardins et à l'école élémentaire des Sources.

### Postes et télécommunications
La commune dispose d'un bureau de poste.

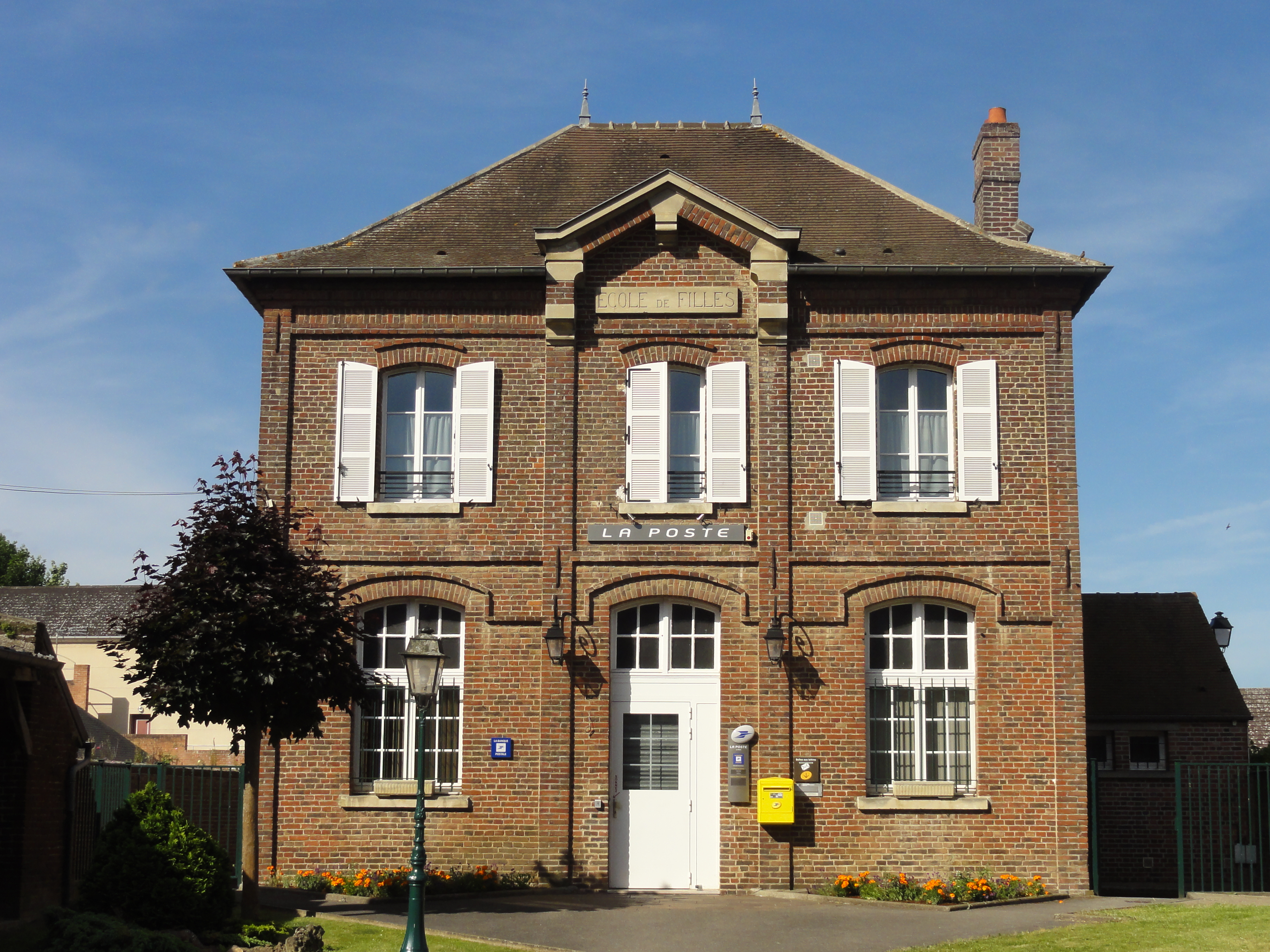
Le bureau de poste.
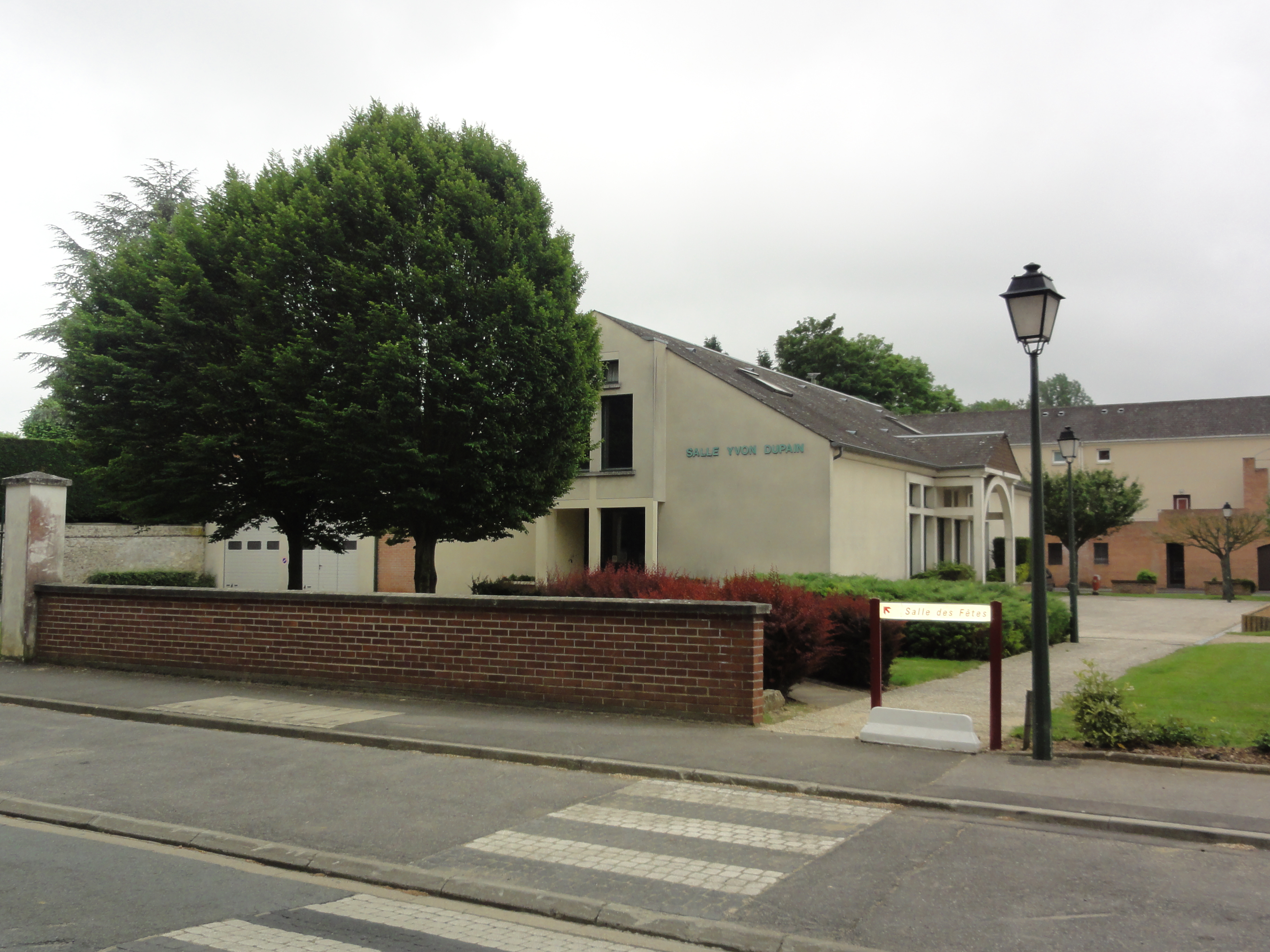
Salle des fêtes Yvon Dupain.

## Population et société

### Démographie

#### Évolution démographique
L'évolution du nombre d'habitants est connue à travers les recensements de la population effectués dans la commune depuis 1793. Pour les communes de moins de 10 000 habitants, une enquête de recensement portant sur toute la population est réalisée tous les cinq ans, les populations de référence des années intermédiaires étant quant à elles estimées par interpolation ou extrapolation. Pour la commune, le premier recensement exhaustif entrant dans le cadre du nouveau dispositif a été réalisé en 2006.

En 2022, la commune comptait 2 310 habitants, en évolution de +2,48 % par rapport à 2016 (Oise : +0,87 %, France hors Mayotte : +2,11 %).
| 1793 | 1800  | 1806  | 1821  | 1831  | 1836 | 1841 | 1846 | 1851 |
| ---- | ----- | ----- | ----- | ----- | ---- | ---- | ---- | ---- |
| 952  | 1 068 | 1 138 | 1 060 | 1 030 | 970  | 940  | 956  | 931  |

| 1856 | 1861 | 1866 | 1872 | 1876 | 1881 | 1886 | 1891 | 1896 |
| ---- | ---- | ---- | ---- | ---- | ---- | ---- | ---- | ---- |
| 915  | 868  | 786  | 767  | 739  | 710  | 712  | 688  | 703  |

| 1901 | 1906 | 1911 | 1921 | 1926 | 1931 | 1936 | 1946 | 1954 |
| ---- | ---- | ---- | ---- | ---- | ---- | ---- | ---- | ---- |
| 724  | 674  | 651  | 694  | 690  | 670  | 636  | 629  | 662  |

| 1962 | 1968 | 1975 | 1982 | 1990  | 1999  | 2006  | 2011  | 2016  |
| ---- | ---- | ---- | ---- | ----- | ----- | ----- | ----- | ----- |
| 656  | 723  | 768  | 998  | 1 471 | 1 708 | 2 027 | 1 968 | 2 254 |

| 2021  | 2022  | - | - | - | - | - | - | - |
| ----- | ----- | - | - | - | - | - | - | - |
| 2 320 | 2 310 | - | - | - | - | - | - | - |

#### Pyramide des âges
La population de la commune est relativement jeune.
En 2018, le taux de personnes d'un âge inférieur à 30 ans s'élève à 37,7 %, soit au-dessus de la moyenne départementale (37,3 %). À l'inverse, le taux de personnes d'âge supérieur à 60 ans est de 18,1 % la même année, alors qu'il est de 22,8 % au niveau départemental.
En 2018, la commune comptait 1 135 hommes pour 1 150 femmes, soit un taux de 50,33 % de femmes, légèrement inférieur au taux départemental (51,11 %).
Les pyramides des âges de la commune et du département s'établissent comme suit.
| Hommes | Classe d’âge | Femmes |
| ------ | ------------ | ------ |
| 0,1    | 90 ou +      | 0,6    |
| 3,6    | 75-89 ans    | 4,7    |
| 14,5   | 60-74 ans    | 12,7   |
| 23,7   | 45-59 ans    | 22,1   |
| 20,7   | 30-44 ans    | 21,8   |
| 16,8   | 15-29 ans    | 16,0   |
| 20,6   | 0-14 ans     | 22,0   |

| Hommes | Classe d’âge | Femmes |
| ------ | ------------ | ------ |
| 0,5    | 90 ou +      | 1,4    |
| 5,5    | 75-89 ans    | 7,6    |
| 15,6   | 60-74 ans    | 16,3   |
| 20,8   | 45-59 ans    | 20     |
| 19,4   | 30-44 ans    | 19,4   |
| 17,6   | 15-29 ans    | 16,2   |
| 20,6   | 0-14 ans     | 19,1   |

## Économie
La commune dispose d'une zone d'activité qui accueille notamment des activités logistiques d'Herta, ou de Geodis Calberson et de production, telle l'usine de dentifrices et shampoing d'Unilever Home Personnal Care, qui emploie 287 salariés en 2022.

## Lieux et monuments

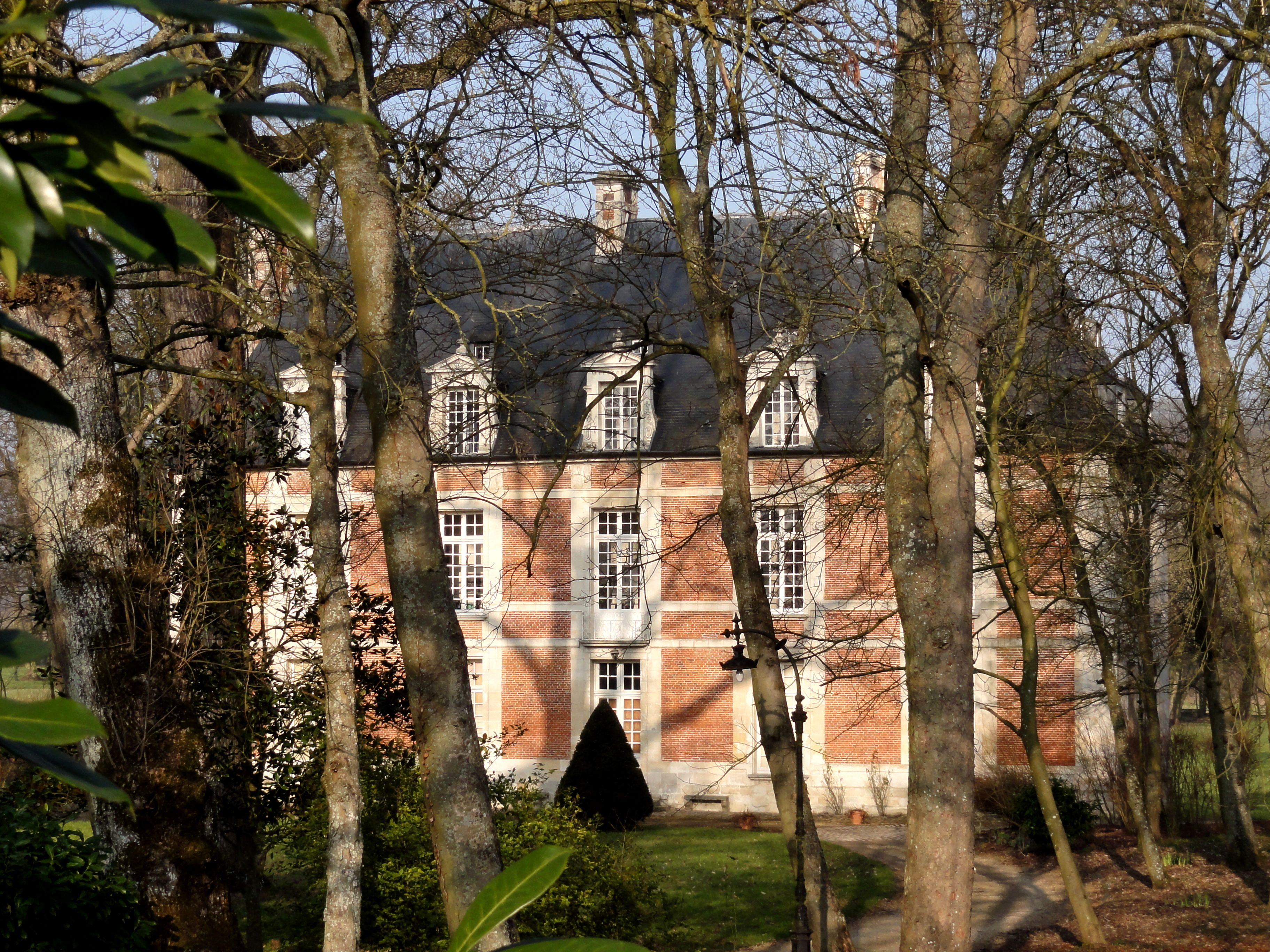
Le château du Meux.

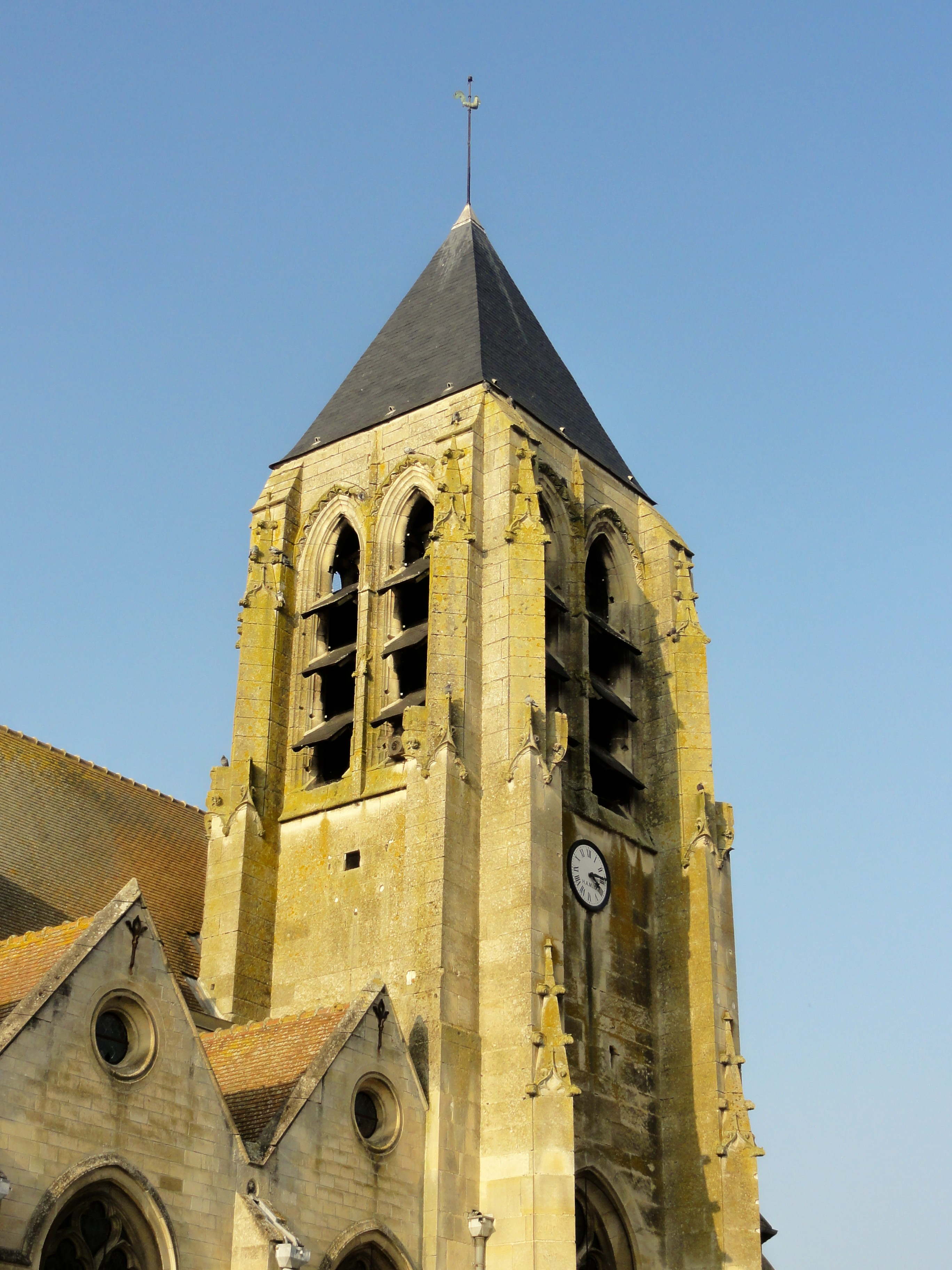
Clocher de l'église.

- Le château du Meux  Inscrit MH (1977, partiellement)[41]) : il s'agit d'un ancien relais de chasse construit en 1637, modifié aux XVIIIe et XIXe siècles.

On peut également signaler : 
- L'église Saint-Martin, rue du Général-Leclerc : c'est une église cruciforme au clocher latéral et au chœur polygonal, datant essentiellement du début du XVIIe siècle (Louis Graves indique l'année 1612).
 La nef non voûtée a été rebâtie vers la fin du XIXe siècle avec les fonds mis à dispositions par des donateurs. L'architecture Renaissance en vogue au moment de la construction ne se manifeste pour autant pas sur les façades de l'église Saint-Martin. L'édifice est assez élevé et éclairé par de grandes verrières. Les murs sont en pierre de taille très régulière. La nef porte sur trois travées et possède des bas-côtés, dont chaque travée est dotée de son propre pignon, donnant respectivement vers le nord et vers le sud. 
Le clocher s'élève au-dessus du croisillon sud du transept. Il est de plan carré et flanqué d'une tourelle d'escalier ronde, à l'est. Ses contreforts aux angles se retraient trois fois, et sont couronnés à chaque niveau par un petit clocheton. L'étage supérieur succède à un niveau intermédiaire aveugle, et est percé de deux vastes baies géminées abat-son par face. Leurs arcades sont des ogives cintrées. Le clocher est coiffé par un simple toit à quatre versants. Quant au chœur, il est éclairé par sept hautes baies ogivales, de même forme que les baies des façades latérales. 
Malgré les deux reconstructions successives, l'église conserve quelques éléments plus anciens, dont le portail occidental avec son archivolte plein cintre décorée d'un ornement à étoiles simples, s'appuyant sur des colonnettes garnies de chapiteaux aux feuillages. Ce portail renvoie à l'architecture romane. 
À l'intérieur, le bénitier est creusé dans un chapiteau du XIIIe siècle, et les fonts baptismaux datent de la fin du XIIIe, ou du début du XIVe siècle. Les nervures des voûtes retombent sur des consoles ornées d'armoiries, et au-dessus du chœur, des armoiries ornent les intersections des nervures des voûtes. Les voûtes des bras du transept présentent des pendentifs au-dessous des clés de voûte. Certains vitraux ont été créés par l'abbé Deligny[42],[43],[44],[45].

- Parc du château de Caucrimont[46].

### Héraldique
| Blason de Le Meux | Blason  | Écartelé: au premier d'azur à deux poissons adossés d'argent accompagnés de quatre billettes d'or 1,2,1; au second de gueules à la fasce d'argent; au troisieme d'or au lion contourné d'azur, au quatrième mi coupé mi parti d'hermine à la bordure d'azur chargée de 10 fers à cheval d'or. |
| Blason de Le Meux | Détails | Le statut officiel du blason reste à déterminer. |

## Pour approfondir